# Glen Kamara
Glen Adjei Kamara (Tampere, 28 ottobre 1995) è un calciatore finlandese, centrocampista dell'Al-Shabab, in prestito dal Rennes, e della nazionale finlandese.

## Biografia
Nato in Finlandia, i suoi genitori sono sierraleonesi fuggiti dalla guerra civile.
Il 18 marzo 2021, in occasione della sfida persa 0-2 contro lo Sparta Praga in Europa League, è stato vittima d'insulti razzisti da parte di Ondřej Kúdela; il 14 aprile seguente il ceco viene squalificato per 10 giornate, mentre a Kamara vengono comminati 3 turni di squalifica per avere aggredito Kúdela nel tunnel. Il 26 maggio il difensore dello Sparta ha perso il ricorso verso la sentenza.

## Caratteristiche tecniche
Mediano, può giocare anche come interno di centrocampo o terzino destro. Dotato di foga agonistica, è abile nel recuperare i palloni. Si distingue anche per la sua lettura della partita oltre che per la gestione del pallone nei momenti difficili.

## Carriera

### Club
Dopo avere militato nelle giovanili del Southend Utd e dell'Arsenal. Con quest'ultimi ha firmato il suo primo contratto professionistico il 7 luglio 2014. Il 27 ottobre 2015 fa il proprio esordio tra i professionisti con il club londinese partendo dal 1º minuto in occasione della sconfitta per 3-0 contro lo Sheffield Weds. 22 gennaio 2016 i gunners lo cedono in prestito al Southend, facendo così ritorno nel club dopo 4 anni.
Il 31 agosto 2016 viene ceduto nuovamente a titolo temporaneo, questa volta al Colchester Utd.
Il 13 luglio 2017 viene ceduto a titolo definitivo al Dundee.
Il 6 gennaio 2019 firma per i Rangers un contratto quadriennale con decorrenza dal 1º luglio. Tuttavia, 25 giorni dopo, le cose cambiano in quanto Kamara diventa in anticipo un nuovo giocatore del club di Glasgow.
Passa poi al Leeds e successivamente al Rennes, dove dopo 6 mesi passa in prestito agli arabi dell'Al Shabab.

### Nazionale
Dopo aver giocato per anni nelle giovanili, nel 2015 è stato convocato per una partita della nazionale maggiore finlandese, pur non scendendo in campo. Dopo altre convocazioni in nazionale A senza scendere in campo, esordisce il 9 novembre 2017 nel successo per 3-0 in amichevole contro l'Estonia.
Da lì in poi si afferma come titolare della selezione finlandese, tanto che il 15 ottobre 2018 realizza il suo primo gol con i gufi reali nel 2-0 contro la Grecia in Nations League.
Nel 2021 viene convocato per gli europei.

## Statistiche

### Presenze e reti nei club
Statistiche aggiornate al 26 maggio 2025.
| Stagione        | Squadra         | Campionato      | Campionato | Campionato | Coppe nazionali | Coppe nazionali | Coppe nazionali | Coppe continentali | Coppe continentali | Coppe continentali | Altre coppe | Altre coppe | Altre coppe | Totale | Totale |
| Stagione        | Squadra         | Comp            | Pres       | Reti       | Comp            | Pres            | Reti            | Comp               | Pres               | Reti               | Comp        | Pres        | Reti        | Pres   | Reti   |
| --------------- | --------------- | --------------- | ---------- | ---------- | --------------- | --------------- | --------------- | ------------------ | ------------------ | ------------------ | ----------- | ----------- | ----------- | ------ | ------ |
| 2015-gen. 2016  | Arsenal         | PL              | 0          | 0          | FACup+CdL       | 0+1             | 0               | -                  | -                  | -                  | -           | -           | -           | 1      | 0      |
| gen.-mag. 2016  | Southend Utd    | FL1             | 6          | 0          | FACup+CdL       | 0               | 0               | -                  | -                  | -                  | -           | -           | -           | 6      | 0      |
| 2016-2017       | Colchester Utd  | FL1             | 4          | 0          | FACup+CdL       | 0+2             | 0               | -                  | -                  | -                  | -           | -           | -           | 6      | 0      |
| 2017-2018       | Dundee          | SP              | 37         | 0          | SC+CdL          | 3+6             | 0               | -                  | -                  | -                  | -           | -           | -           | 46     | 0      |
| 2018-gen. 2019  | Dundee          | SP              | 16         | 0          | SC+CdL          | 0+2             | 0               | -                  | -                  | -                  | -           | -           | -           | 18     | 0      |
| Totale Dundee   | Totale Dundee   | Totale Dundee   | 53         | 0          |                 | 11              | 0               |                    |                    |                    |             |             |             | 64     | 0      |
| gen.-giu. 2019  | Rangers         | SP              | 13         | 1          | SC+CdL          | 3+0             | 0               | -                  | -                  | -                  | -           | -           | -           | 16     | 1      |
| 2019-2020       | Rangers         | SP              | 19         | 0          | SC+CdL          | 1+4             | 0+1             | UEL                | 15                 | 0                  | -           | -           | -           | 39     | 1      |
| 2020-2021       | Rangers         | SP              | 33         | 1          | SC+CdL          | 3+2             | 0+0             | UEL                | 13                 | 1                  | -           | -           | -           | 51     | 2      |
| 2021-2022       | Rangers         | SP              | 31         | 3          | SC+CdL          | 3+3             | 0+0             | UCL+UEL            | 0+15               | 0+1                | -           | -           | -           | 52     | 4      |
| 2022-2023       | Rangers         | SP              | 22         | 1          | SC+CdL          | 2+3             | 0               | UCL                | 8                  | 0                  | -           | -           | -           | 35     | 1      |
| Totale Rangers  | Totale Rangers  | Totale Rangers  | 118        | 6          |                 | 24              | 1               |                    | 51                 | 2                  |             | -           | -           | 193    | 9      |
| 2023-2024       | Leeds Utd       | FLC             | 37+3       | 0          | FACup+CdL       | 2+0             | 0+0             | -                  | -                  | -                  | -           | -           | -           | 42     | 0      |
| 2024-gen. 2025  | Rennes          | L1              | 13         | 0          | CF              | 0               | 0               | -                  | -                  | -                  | -           | -           | -           | 13     | 0      |
| gen.-giu. 2025  | Al-Shabab       | SPL             | 13         | 0          | KC              | 1               | 0               | -                  | -                  | -                  | -           | -           | -           | 14     | 0      |
| Totale Carriera | Totale Carriera | Totale Carriera | 247        | 6          |                 | 41              | 1               |                    | 51                 | 2                  |             |             |             | 339    | 9      |

### Cronologia presenze e reti in nazionale
| Cronologia completa delle presenze e delle reti in nazionale ― Finlandia | Cronologia completa delle presenze e delle reti in nazionale ― Finlandia | Cronologia completa delle presenze e delle reti in nazionale ― Finlandia | Cronologia completa delle presenze e delle reti in nazionale ― Finlandia | Cronologia completa delle presenze e delle reti in nazionale ― Finlandia | Cronologia completa delle presenze e delle reti in nazionale ― Finlandia | Cronologia completa delle presenze e delle reti in nazionale ― Finlandia | Cronologia completa delle presenze e delle reti in nazionale ― Finlandia |
| Data                                                                     | Città                                                                    | In casa                                                                  | Risultato                                                                | Ospiti                                                                   | Competizione                                                             | Reti                                                                     | Note                                                                     |
| ------------------------------------------------------------------------ | ------------------------------------------------------------------------ | ------------------------------------------------------------------------ | ------------------------------------------------------------------------ | ------------------------------------------------------------------------ | ------------------------------------------------------------------------ | ------------------------------------------------------------------------ | ------------------------------------------------------------------------ |
| 9-11-2017                                                                | Helsinki                                                                 | Finlandia                                                                | 3 – 0                                                                    | Estonia                                                                  | Amichevole                                                               | -                                                                        |                                                                          |
| 11-1-2018                                                                | Abu Dhabi                                                                | Giordania                                                                | 1 – 2                                                                    | Finlandia                                                                | Amichevole                                                               | -                                                                        | 57’                                                                      |
| 26-3-2018                                                                | Antalya                                                                  | Finlandia                                                                | 5 – 0                                                                    | Malta                                                                    | Amichevole                                                               | -                                                                        |                                                                          |
| 5-6-2018                                                                 | Ploiești                                                                 | Romania                                                                  | 2 – 0                                                                    | Finlandia                                                                | Amichevole                                                               | -                                                                        | 57’                                                                      |
| 9-6-2018                                                                 | Tampere                                                                  | Finlandia                                                                | 2 – 0                                                                    | Bielorussia                                                              | Amichevole                                                               | -                                                                        | 54’                                                                      |
| 12-10-2018                                                               | Tallinn                                                                  | Estonia                                                                  | 0 – 1                                                                    | Finlandia                                                                | UEFA Nations League 2018-2019 - 1º turno                                 | -                                                                        | 72’                                                                      |
| 15-10-2018                                                               | Tampere                                                                  | Finlandia                                                                | 2 – 0                                                                    | Grecia                                                                   | UEFA Nations League 2018-2019 - 1º turno                                 | 1                                                                        |                                                                          |
| 15-11-2018                                                               | Atene                                                                    | Grecia                                                                   | 1 – 0                                                                    | Finlandia                                                                | UEFA Nations League 2018-2019 - 1º turno                                 | -                                                                        |                                                                          |
| 18-11-2018                                                               | Budapest                                                                 | Ungheria                                                                 | 2 – 0                                                                    | Finlandia                                                                | UEFA Nations League 2018-2019 - 1º turno                                 | -                                                                        |                                                                          |
| 23-3-2019                                                                | Udine                                                                    | Italia                                                                   | 2 – 0                                                                    | Finlandia                                                                | Qual. Euro 2020                                                          | -                                                                        |                                                                          |
| 26-3-2019                                                                | Erevan                                                                   | Armenia                                                                  | 0 – 2                                                                    | Finlandia                                                                | Qual. Euro 2020                                                          | -                                                                        | 36’                                                                      |
| 8-6-2019                                                                 | Tampere                                                                  | Finlandia                                                                | 2 – 0                                                                    | Bosnia ed Erzegovina                                                     | Qual. Euro 2020                                                          | -                                                                        |                                                                          |
| 11-6-2019                                                                | Vaduz                                                                    | Liechtenstein                                                            | 0 – 2                                                                    | Finlandia                                                                | Qual. Euro 2020                                                          | -                                                                        |                                                                          |
| 5-9-2019                                                                 | Tampere                                                                  | Finlandia                                                                | 1 – 0                                                                    | Grecia                                                                   | Qual. Euro 2020                                                          | -                                                                        | 72’                                                                      |
| 8-9-2019                                                                 | Tampere                                                                  | Finlandia                                                                | 1 – 2                                                                    | Italia                                                                   | Qual. Euro 2020                                                          | -                                                                        |                                                                          |
| 12-10-2019                                                               | Zenica                                                                   | Bosnia ed Erzegovina                                                     | 4 – 1                                                                    | Finlandia                                                                | Qual. Euro 2020                                                          | -                                                                        |                                                                          |
| 15-10-2019                                                               | Turku                                                                    | Finlandia                                                                | 3 – 0                                                                    | Armenia                                                                  | Qual. Euro 2020                                                          | -                                                                        | 87’                                                                      |
| 15-11-2019                                                               | Helsinki                                                                 | Finlandia                                                                | 3 – 0                                                                    | Liechtenstein                                                            | Qual. Euro 2020                                                          | -                                                                        |                                                                          |
| 18-11-2019                                                               | Atene                                                                    | Grecia                                                                   | 2 – 1                                                                    | Finlandia                                                                | Qual. Euro 2020                                                          | -                                                                        |                                                                          |
| 3-9-2020                                                                 | Helsinki                                                                 | Galles                                                                   | 1 – 0                                                                    | Finlandia                                                                | UEFA Nations League 2020-2021 - 1º turno                                 | -                                                                        |                                                                          |
| 6-9-2020                                                                 | Dublino                                                                  | Finlandia                                                                | 1 – 0                                                                    | Irlanda                                                                  | UEFA Nations League 2020-2021 - 1º turno                                 | -                                                                        |                                                                          |
| 7-10-2020                                                                | Danzica                                                                  | Polonia                                                                  | 5 – 1                                                                    | Finlandia                                                                | Amichevole                                                               | -                                                                        | 62’                                                                      |
| 11-10-2020                                                               | Helsinki                                                                 | Finlandia                                                                | 2 – 0                                                                    | Bulgaria                                                                 | UEFA Nations League 2020-2021 - 1º turno                                 | -                                                                        |                                                                          |
| 14-10-2020                                                               | Helsinki                                                                 | Finlandia                                                                | 1 – 0                                                                    | Irlanda                                                                  | UEFA Nations League 2020-2021 - 1º turno                                 | -                                                                        | 75’                                                                      |
| 11-11-2020                                                               | Saint-Denis                                                              | Francia                                                                  | 0 – 2                                                                    | Finlandia                                                                | Amichevole                                                               | -                                                                        | 67’                                                                      |
| 15-11-2020                                                               | Sofia                                                                    | Bulgaria                                                                 | 1 – 2                                                                    | Finlandia                                                                | UEFA Nations League 2020-2021 - 1º turno                                 | -                                                                        |                                                                          |
| 18-11-2020                                                               | Cardiff                                                                  | Galles                                                                   | 3 – 1                                                                    | Finlandia                                                                | UEFA Nations League 2020-2021 - 1º turno                                 | -                                                                        |                                                                          |
| 24-3-2021                                                                | Helsinki                                                                 | Finlandia                                                                | 2 – 2                                                                    | Bosnia ed Erzegovina                                                     | Qual. Mondiali 2022                                                      | -                                                                        | 30’                                                                      |
| 28-3-2021                                                                | Kiev                                                                     | Ucraina                                                                  | 1 – 1                                                                    | Finlandia                                                                | Qual. Mondiali 2022                                                      | -                                                                        | 87’                                                                      |
| 31-3-2021                                                                | San Gallo                                                                | Svizzera                                                                 | 3 – 2                                                                    | Finlandia                                                                | Amichevole                                                               | -                                                                        | 65’                                                                      |
| 4-6-2021                                                                 | Helsinki                                                                 | Finlandia                                                                | 0 – 1                                                                    | Estonia                                                                  | Amichevole                                                               | -                                                                        |                                                                          |
| 12-6-2021                                                                | Copenaghen                                                               | Danimarca                                                                | 0 – 1                                                                    | Finlandia                                                                | Euro 2020 - 1º turno                                                     | -                                                                        |                                                                          |
| 16-6-2021                                                                | San Pietroburgo                                                          | Finlandia                                                                | 0 – 1                                                                    | Russia                                                                   | Euro 2020 - 1º turno                                                     | -                                                                        | 22’                                                                      |
| 21-6-2021                                                                | San Pietroburgo                                                          | Finlandia                                                                | 0 – 2                                                                    | Belgio                                                                   | Euro 2020 - 1º turno                                                     | -                                                                        |                                                                          |
| 1-9-2021                                                                 | Helsinki                                                                 | Finlandia                                                                | 0 – 0                                                                    | Galles                                                                   | Amichevole                                                               | -                                                                        | 55’                                                                      |
| 7-9-2021                                                                 | Décines-Charpieu                                                         | Francia                                                                  | 2 – 0                                                                    | Finlandia                                                                | Qual. Mondiali 2022                                                      | -                                                                        |                                                                          |
| 9-10-2021                                                                | Helsinki                                                                 | Finlandia                                                                | 1 – 2                                                                    | Ucraina                                                                  | Qual. Mondiali 2022                                                      | -                                                                        |                                                                          |
| 12-10-2021                                                               | Nur-Sultan                                                               | Kazakistan                                                               | 0 – 2                                                                    | Finlandia                                                                | Qual. Mondiali 2022                                                      | -                                                                        |                                                                          |
| 13-11-2021                                                               | Zenica                                                                   | Bosnia ed Erzegovina                                                     | 1 – 3                                                                    | Finlandia                                                                | Qual. Mondiali 2022                                                      | -                                                                        |                                                                          |
| 16-11-2021                                                               | Helsinki                                                                 | Finlandia                                                                | 0 – 2                                                                    | Francia                                                                  | Qual. Mondiali 2022                                                      | -                                                                        |                                                                          |
| 26-3-2022                                                                | Murcia                                                                   | Finlandia                                                                | 1 – 1                                                                    | Islanda                                                                  | Amichevole                                                               | -                                                                        | 73’                                                                      |
| 29-3-2022                                                                | Murcia                                                                   | Finlandia                                                                | 0 – 2                                                                    | Slovacchia                                                               | Amichevole                                                               | -                                                                        |                                                                          |
| 4-6-2022                                                                 | Helsinki                                                                 | Finlandia                                                                | 1 – 1                                                                    | Bosnia ed Erzegovina                                                     | UEFA Nations League 2022-2023 - 1º turno                                 | -                                                                        |                                                                          |
| 7-6-2022                                                                 | Helsinki                                                                 | Finlandia                                                                | 2 – 0                                                                    | Montenegro                                                               | UEFA Nations League 2022-2023 - 1º turno                                 | -                                                                        | 67’                                                                      |
| 11-6-2022                                                                | Bucarest                                                                 | Romania                                                                  | 1 – 0                                                                    | Finlandia                                                                | UEFA Nations League 2022-2023 - 1º turno                                 | -                                                                        |                                                                          |
| 14-6-2022                                                                | Zenica                                                                   | Bosnia ed Erzegovina                                                     | 3 – 2                                                                    | Finlandia                                                                | UEFA Nations League 2022-2023 - 1º turno                                 | -                                                                        | 46’                                                                      |
| 23-9-2022                                                                | Helsinki                                                                 | Finlandia                                                                | 1 – 1                                                                    | Romania                                                                  | UEFA Nations League 2022-2023 - 1º turno                                 | -                                                                        | 61’                                                                      |
| 26-9-2022                                                                | Podgorica                                                                | Montenegro                                                               | 0 – 2                                                                    | Finlandia                                                                | UEFA Nations League 2022-2023 - 1º turno                                 | -                                                                        |                                                                          |
| 23-3-2023                                                                | Copenaghen                                                               | Danimarca                                                                | 3 – 1                                                                    | Finlandia                                                                | Qual. Euro 2024                                                          | -                                                                        |                                                                          |
| 26-3-2023                                                                | Belfast                                                                  | Irlanda del Nord                                                         | 0 – 1                                                                    | Finlandia                                                                | Qual. Euro 2024                                                          | -                                                                        |                                                                          |
| 16-6-2023                                                                | Helsinki                                                                 | Finlandia                                                                | 2 – 0                                                                    | Slovenia                                                                 | Qual. Euro 2024                                                          | -                                                                        | 79’                                                                      |
| 19-6-2023                                                                | Helsinki                                                                 | Finlandia                                                                | 6 – 0                                                                    | San Marino                                                               | Qual. Euro 2024                                                          | 1                                                                        |                                                                          |
| 7-9-2023                                                                 | Astana                                                                   | Kazakistan                                                               | 0 – 1                                                                    | Finlandia                                                                | Qual. Euro 2024                                                          | -                                                                        | 67’                                                                      |
| 10-9-2023                                                                | Helsinki                                                                 | Finlandia                                                                | 0 – 1                                                                    | Danimarca                                                                | Qual. Euro 2024                                                          | -                                                                        |                                                                          |
| 14-10-2023                                                               | Lubiana                                                                  | Slovenia                                                                 | 3 – 0                                                                    | Finlandia                                                                | Qual. Euro 2024                                                          | -                                                                        |                                                                          |
| 17-10-2023                                                               | Helsinki                                                                 | Finlandia                                                                | 1 – 2                                                                    | Kazakistan                                                               | Qual. Euro 2024                                                          | -                                                                        |                                                                          |
| 17-11-2023                                                               | Helsinki                                                                 | Finlandia                                                                | 4 – 0                                                                    | Irlanda del Nord                                                         | Qual. Euro 2024                                                          | -                                                                        |                                                                          |
| 20-11-2023                                                               | Serravalle                                                               | San Marino                                                               | 1 – 2                                                                    | Finlandia                                                                | Qual. Euro 2024                                                          | -                                                                        | 71’                                                                      |
| 21-3-2024                                                                | Cardiff                                                                  | Galles                                                                   | 4 – 1                                                                    | Finlandia                                                                | Qual. Euro 2024                                                          | -                                                                        |                                                                          |
| 7-9-2024                                                                 | Il Pireo                                                                 | Grecia                                                                   | 3 – 0                                                                    | Finlandia                                                                | UEFA Nations League 2024-2025 - 1º turno                                 | -                                                                        | 82’                                                                      |
| 10-9-2024                                                                | Londra                                                                   | Inghilterra                                                              | 2 – 0                                                                    | Finlandia                                                                | UEFA Nations League 2024-2025 - 1º turno                                 | -                                                                        |                                                                          |
| 10-10-2024                                                               | Helsinki                                                                 | Finlandia                                                                | 1 – 2                                                                    | Irlanda                                                                  | UEFA Nations League 2024-2025 - 1º turno                                 | -                                                                        |                                                                          |
| 13-10-2024                                                               | Helsinki                                                                 | Finlandia                                                                | 1 – 3                                                                    | Inghilterra                                                              | UEFA Nations League 2024-2025 - 1º turno                                 | -                                                                        |                                                                          |
| 14-11-2024                                                               | Dublino                                                                  | Irlanda                                                                  | 1 – 0                                                                    | Finlandia                                                                | UEFA Nations League 2024-2025 - 1º turno                                 | -                                                                        |                                                                          |
| 17-11-2024                                                               | Helsinki                                                                 | Finlandia                                                                | 0 – 2                                                                    | Grecia                                                                   | UEFA Nations League 2024-2025 - 1º turno                                 | -                                                                        | 75’                                                                      |
| 24-3-2025                                                                | Kaunas                                                                   | Lituania                                                                 | 2 – 2                                                                    | Finlandia                                                                | Qual. Mondiali 2026                                                      | -                                                                        | 77’                                                                      |
| 7-6-2025                                                                 | Helsinki                                                                 | Finlandia                                                                | 0 – 2                                                                    | Paesi Bassi                                                              | Qual. Mondiali 2026                                                      | -                                                                        | 70’                                                                      |
| 10-6-2025                                                                | Helsinki                                                                 | Finlandia                                                                | 2 – 1                                                                    | Polonia                                                                  | Qual. Mondiali 2026                                                      | -                                                                        |                                                                          |
| Totale                                                                   |                                                                          | Presenze                                                                 | 68                                                                       |                                                                          | Reti                                                                     | 2                                                                        |                                                                          |

| Cronologia completa delle presenze e delle reti in nazionale ― Finlandia under 21 | Cronologia completa delle presenze e delle reti in nazionale ― Finlandia under 21 | Cronologia completa delle presenze e delle reti in nazionale ― Finlandia under 21 | Cronologia completa delle presenze e delle reti in nazionale ― Finlandia under 21 | Cronologia completa delle presenze e delle reti in nazionale ― Finlandia under 21 | Cronologia completa delle presenze e delle reti in nazionale ― Finlandia under 21 | Cronologia completa delle presenze e delle reti in nazionale ― Finlandia under 21 | Cronologia completa delle presenze e delle reti in nazionale ― Finlandia under 21 |
| Data                                                                              | Città                                                                             | In casa                                                                           | Risultato                                                                         | Ospiti                                                                            | Competizione                                                                      | Reti                                                                              | Note                                                                              |
| --------------------------------------------------------------------------------- | --------------------------------------------------------------------------------- | --------------------------------------------------------------------------------- | --------------------------------------------------------------------------------- | --------------------------------------------------------------------------------- | --------------------------------------------------------------------------------- | --------------------------------------------------------------------------------- | --------------------------------------------------------------------------------- |
| 1-6-2014                                                                          | Kouvola                                                                           | Finlandia under 21                                                                | 1 – 0                                                                             | Moldavia under 21                                                                 | Qual. Europeo Under-21 2015                                                       | -                                                                                 |                                                                                   |
| 5-9-2014                                                                          | Turku                                                                             | Finlandia under 21                                                                | 2 – 2                                                                             | Galles under 21                                                                   | Qual. Europeo Under-21 2015                                                       | -                                                                                 |                                                                                   |
| 9-9-2014                                                                          | Mariehamn                                                                         | Finlandia under 21                                                                | 5 – 0                                                                             | San Marino under 21                                                               | Qual. Europeo Under-21 2015                                                       | -                                                                                 |                                                                                   |
| 29-3-2015                                                                         | Rosport                                                                           | Lussemburgo under 21                                                              | 1 – 5                                                                             | Finlandia under 21                                                                | Amichevole                                                                        | -                                                                                 |                                                                                   |
| 4-9-2015                                                                          | Kotka                                                                             | Finlandia under 21                                                                | 2 – 0                                                                             | Russia under 21                                                                   | Qual. Europeo Under-21 2017                                                       | -                                                                                 |                                                                                   |
| 8-9-2015                                                                          | Vantaa                                                                            | Finlandia under 21                                                                | 3 – 0                                                                             | Fær Øer under 21                                                                  | Qual. Europeo Under-21 2017                                                       | -                                                                                 | 88’                                                                               |
| 9-10-2015                                                                         | Essen                                                                             | Germania under 21                                                                 | 4 – 0                                                                             | Finlandia under 21                                                                | Qual. Europeo Under-21 2017                                                       | -                                                                                 | 19’                                                                               |
| 13-10-2015                                                                        | Baku                                                                              | Azerbaigian under 21                                                              | 0 – 1                                                                             | Finlandia under 21                                                                | Qual. Europeo Under-21 2017                                                       | -                                                                                 |                                                                                   |
| 13-11-2015                                                                        | Vienna                                                                            | Austria under 21                                                                  | 2 – 0                                                                             | Finlandia under 21                                                                | Qual. Europeo Under-21 2017                                                       | -                                                                                 | 63’                                                                               |
| 23-3-2016                                                                         | Bydgoszcz                                                                         | Polonia under 21                                                                  | 1 – 0                                                                             | Finlandia under 21                                                                | Amichevole                                                                        | -                                                                                 | 46’                                                                               |
| 2-6-2016                                                                          | Tórshavn                                                                          | Fær Øer under 21                                                                  | 1 – 6                                                                             | Finlandia under 21                                                                | Qual. Europeo Under-21 2017                                                       | -                                                                                 |                                                                                   |
| 2-9-2016                                                                          | Vaasa                                                                             | Finlandia under 21                                                                | 0 – 1                                                                             | Austria under 21                                                                  | Qual. Europeo Under-21 2017                                                       | -                                                                                 | 64’                                                                               |
| 7-10-2016                                                                         | Helsinki                                                                          | Finlandia under 21                                                                | 0 – 0                                                                             | Azerbaigian under 21                                                              | Qual. Europeo Under-21 2017                                                       | -                                                                                 |                                                                                   |
| 11-10-2016                                                                        | Mosca                                                                             | Russia under 21                                                                   | 1 – 1                                                                             | Finlandia under 21                                                                | Qual. Europeo Under-21 2017                                                       | -                                                                                 |                                                                                   |
| Totale                                                                            |                                                                                   | Presenze                                                                          | 14                                                                                |                                                                                   | Reti                                                                              | 0                                                                                 |                                                                                   |

## Palmarès

### Competizioni nazionali
- Campionato scozzese: 1

Rangers: 2020-2021
- Coppa di Scozia: 1

Rangers: 2021-2022